# سيد صادق
سيد صادق (18 يونيو 1945 - 8 أغسطس 2025)، هو ممثل مصري، ظهر بشكل كبير في الأدوار الثانوية. وقام في معظم أعماله بأداء أدوار الشخصيات الشريرة والخارجة عن القانون.

## أعماله
- الإمبراطور
- الكماشة
- ميراث الريح
- فرقة ناجي عطا الله
- رحيل مع الشمس
- نور العيون
- كده رضا
- حلق حوش
- التجربة الدنماركية
- ملك روحي
- لن أعيش في جلباب أبي
- العميل 1001
- آه .. وآه من شربات
- النمر والانثي
- بشرى سارة
- أقوى الرجال
- قلبي يناديك
- أحلام عادية
- أين قلبي
- الحقيقة والسراب
- العراف
- عيون الصقر فيلم
- يوميات ونيس (ج1)
- شباب رايق جدا
- ضبط وإحضار
- حلم ابن السبيل[3]

## وفاته
توفي صباح يوم الجمعة 8 أغسطس 2025، عن ثمانين عاما. أقيمت صلاة الجنازة عقب صلاة الجمعة بمسجد الشرطة بالشيخ زايد، ودُفن بمقابر الأسرة بطريق الفيوم.